# Shin Won-ho
Shin Won-ho (nascido no dia 23 de outubro de 1991) é um cantor e ator sul-coreano e membro do grupo de idols multinacionais Cross Gene. Ele participou de séries televisivas como Bachelor's Vegetable Store (2011), Big (série de televisão) (2012) e The Legend of the Blue Sea (2016).

## Filmografia

### Filmes
| Ano  | Título             | Papel        | Ref. |
| ---- | ------------------ | ------------ | ---- |
| 2012 | Run 60 – Game Over | Park Hong-ki |      |
| 2014 | ZEDD               | Nine         |      |

### Séries de Televisão
| Ano  | Título                        | Papel           | Network       | Ref.   |
| ---- | ----------------------------- | --------------- | ------------- | ------ |
| 2011 | Bachelor's Vegetable Store    | Lee Chan-sol    | Channel A     | [ 3 ]  |
| 2011 | Run 60                        | Park Hong-ki    | MBS           |        |
| 2012 | Big                           | Kang Kyung-joon | KBS2          | [ 4 ]  |
| 2015 | Shuriken Sentai Ninninger     | Silver (ep.25)  | TV Asahi      |        |
| 2015 | Secret Message                | Choi Kang       | Naver TV Cast | [ 5 ]  |
| 2016 | Happy Marriage!?              | Koide Enshio    | Amazon Video  |        |
| 2016 | Legend of the Blue Sea        | Tae-oh          | SBS           | [ 6 ]  |
| 2017 | All the Love in the World     | Geun Jun-huk    | Naver TV Cast | [ 7 ]  |
| 2017 | Children of the 20th Century  | Sa Min-ho       | MBC           | [ 8 ]  |
| 2018 | Risky Romance                 | Choi Jae-seung  | MBC           | [ 9 ]  |
| 2018 | Monkey & Dog Romance          | Lee Sung-woo    | Naver TV Cast | [ 10 ] |
| 2019 | Love Affairs in the Afternoon | Park Ji Min     | Channel A     |        |
| 2019 | Hip Hop King – Nassna Street  |                 | SBS           |        |

### Programas de Variedade
| Ano  | Título            | Network | Notas           | Ref.   |
| ---- | ----------------- | ------- | --------------- | ------ |
| 2015 | Dating Alone      | JTBC    | Apresentador    |        |
| 2017 | Law of the Jungle | SBS     | Parte do elenco | [ 11 ] |

## Prêmios e nomeações

### Korean Hallyu Awards
| Ano  | Trabalho nomeado | Categoria                   | Resultado |
| ---- | ---------------- | --------------------------- | --------- |
| 2012 | Big              | Best Male Model Advertising | Venceu    |
| 2012 | Big              | Best Rookie Actor           | Venceu    |